# San Virginio
San Virginio (... – ...) è stato un soldato romano, venerato come santo e martire dalla Chiesa cattolica.

## Agiografia
Secondo la tradizione popolare, Virginio sarebbe stato un Legionario romano martirizzato insieme a Sant'Euflamia. In realtà, non solo non sembrano esserci evidenze di una sua esistenza storica, ma il suo nome non è nemmeno citato nel Martirologio Romano.
Nel 1623 papa Gregorio XV donò alla parrocchia di Cherasco i resti, o presunti tali, dei martiri Virginio ed Euflamia, fino a quel momento conservati nell'antico cimitero di Santa Priscilla, a Roma. Il corpo di Virginio venne da allora custodito sotto l'altare maggiore della chiesa di San Pietro, mentre i due santi venivano proclamati patroni del paese. 
San Virginio viene tradizionalmente ricordato dalla Chiesa cattolica il 22 aprile. 